# Parafia Matki Bożej Nieustającej Pomocy i św. Piotra Rybaka w Gdyni
Parafia Matki Bożej Nieustającej Pomocy i św. Piotra Rybaka w Gdyni – parafia rzymskokatolicka usytuowana w dzielnicy Śródmieście w Gdyni. Wchodzi w skład dekanatu Gdynia Śródmieście, który należy do archidiecezji gdańskiej. Została erygowana 15 maja 1974 roku. Opiekę i obsługę nad kościołem parafialny sprawują ojcowie redemptoryści. 